# فابيان نونيز كورتيس
فابيان نونيز كورتيس (بالإسبانية: Fabian Nuñez Cortés)‏ (25 يونيو 1992 بسانتياغو في تشيلي - ) هو لاعب كرة قدم تشيلي في مركز الوسط. لعب مع سانتياغو مورنينغ ‏.

## وصلات خارجية
- فابيان نونيز كورتيس على موقع قاعدة بيانات كرة القدم.إي يو (الإنجليزية)
- فابيان نونيز كورتيس على موقع Soccerway.com (الإنجليزية)